# Centro Desportivo São Bernardo
O CD São Bernardo é um clube de andebol profissional com sede em São Bernardo, Aveiro, Portugal e fundado em 19 de setembro de 1974.
O clube conta com várias presenças na principal Liga Nacional de Andebol e dois títulos na Divisão de Elite, que na altura era reconhecida pela Federação como o principal escalão do andebol português.

## Palmarés
- Campeões da  Divisão de Elite - 2
- Campeões da 2ª Divisão - 3

## Equipas de formação
A equipa de juvenis foi, na época de 2003/04 campeã da Taça de Portugal no seu escalão.

## Equipa Época 2024/25
| #  |          | Nome              | Idade | Ultimo Clube    |
| -- | -------- | ----------------- | ----- | --------------- |
| 2  | Portugal | Diogo Liberato    | 26    | Ex-SC Horta     |
| 6  | Portugal | Tiago Arrojado    | 24    | Ex-Estarreja AC |
| 7  | Portugal | Helder Carlos     | 33    |                 |
| 10 | Portugal | João Pires        | 22    | Ex-Xico Andebol |
| 11 | Portugal | Guilherme Alves   | 21    | Ex-Póvoa AC     |
| 16 | Portugal | Hugo Paula        | 23    |                 |
| 19 | Portugal | Miguel Ferreira   | 23    | Ex-Alavarium    |
| 20 | Portugal | José Crespo       | 22    | Ex-Alavarium    |
| 21 | Portugal | Leandro Rodrigues | 29    |                 |
| 22 | Portugal | Gustavo Aragão    | 19    |                 |
| 39 | Portugal | Antonio Silva     | 33    |                 |
| 23 | Portugal | André Rego        | 31    |                 |
| 80 | Portugal | Diogo Vaia        | 26    |                 |

1. ↑  «Centro Desportivo S. Bernardo». Federação de Andebol de Portugal. Consultado em 19 de julho de 2025
2. ↑  «Centro Desportivo de São Bernardo - ANCN Portugal». ANCNP. Consultado em 19 de julho de 2025